# Louis-François Aubry
Pour les articles homonymes, voir Aubry.
Louis-François Aubry, né le 27 février 1767 à Paris et mort le 16 juin 1851 aux Batignolles, est un peintre, miniaturiste, dessinateur, collectionneur et restaurateur d’œuvres d’art français.

## Biographie
Le 29 mars 1784, Aubry entre à la petite Pension des Arts fondée en 1782, substitut nettement moins prestigieux de l’École royale des élèves protégés de l’Académie royale de peinture et de sculpture de Paris fermée en 1775. Le dictionnaire Bénézit confond les deux institutions, le registre de cette petite Pension mentionnant son admission comme élève de Durameau. Il fut ensuite l’élève de Vincent et prit ensuite des leçons d’Isabey qui était du même âge que lui. Il était encore à l’école au mois de juillet 1791. Il débuta au Salon en 1798 et exposa à tous, sauf celui de 1806, jusqu’en 1833. En 1804, ayant envoyé trois miniatures et un dessin fait d’après nature, un compte rendu intitulé : Pasquino et Scapin au muséum en parle en ces termes flatteurs : 

« Cet Aubry qui fait des figures si mignonnes et si ressemblantes, ne charmerait-il pas tes yeux ? Aubry fait beaucoup d’honneur à son maitre, et il l’imite parfaitement par la ressemblance et par le moelleux de son pinceau. On voit dans ses figures circuler le sang et briller les passions. »

 À propos du dessin, étude d’après nature, l’article ajoute : « …C’est un dessin achevé par ses belles formes, par sa précision et son élégance. C’est un modèle de beauté, parce que toutes les parties sont bien dessinées et bien arrangées… » On trouve aussi le nom d’Aubry honorablement cité, quoique en des termes plus brefs, par d’autres critiques de salon. 
Ses miniatures plaisaient particulièrement aux Bonaparte. Au Salon de 1804, ses miniatures furent remarquées à côté de celles de Saint et d’Augustin. Il parait avoir été fort apprécié par la famille Bonaparte. Parmi ses ouvrages principaux on cite les portraits en pied du roi et de la reine de Westphalie, de grandes miniatures qu’il exposa au Salon de 1810 et qui sont passées en Angleterre, et, à la galerie Wallace, se voient deux miniatures : Pauline Bonaparte, princesse Borghese et une autre personne de la famille impériale.
L’époque de son plus grand succès, cependant, fut pendant la période de la Restauration et après l’établissement de la monarchie de Juillet. On cite, notamment, son portrait de la femme de Louis-Philippe, la reine Amélie, qui fut exposé en 1831. Il est l’auteur d’un dessin au lavis figurant l’aménagement d’un refuge bonapartiste au Texas, qui fait aujourd’hui partie des collections du musée national de la coopération franco-américaine à Blérancourt.
Maitre de Saint, il tint pendant longues années un atelier ouvert aux élèves des deux sexes. En 1808, il remporta une médaille de seconde classe et, en 1827, celle de première classe lui fut décernée. Il fut nommé chevalier de la légion d’honneur, le 15 janvier 1832. Il s’était acquis une bonne réputation, mais inférieure à celle d’Isabey. Selon Alphonse Maze-Sencier (d), son dessin était plus sec et ses carnations moins rosées que celles de son maitre.
L’autoportrait miniature de Louis-François Aubry figure, entre autres œuvres de lui, au Cabinet des dessins du musée du Louvre. On trouve également de ses œuvres au musée des beaux-arts de Caen. De 1833 à 1848, il fut employé, en qualité de restaurateur, par l’administration des musées.

## Œuvres
- Tombeau de Napoléon Ier à Sainte-Hélène.
- Portrait miniature d’une dame.

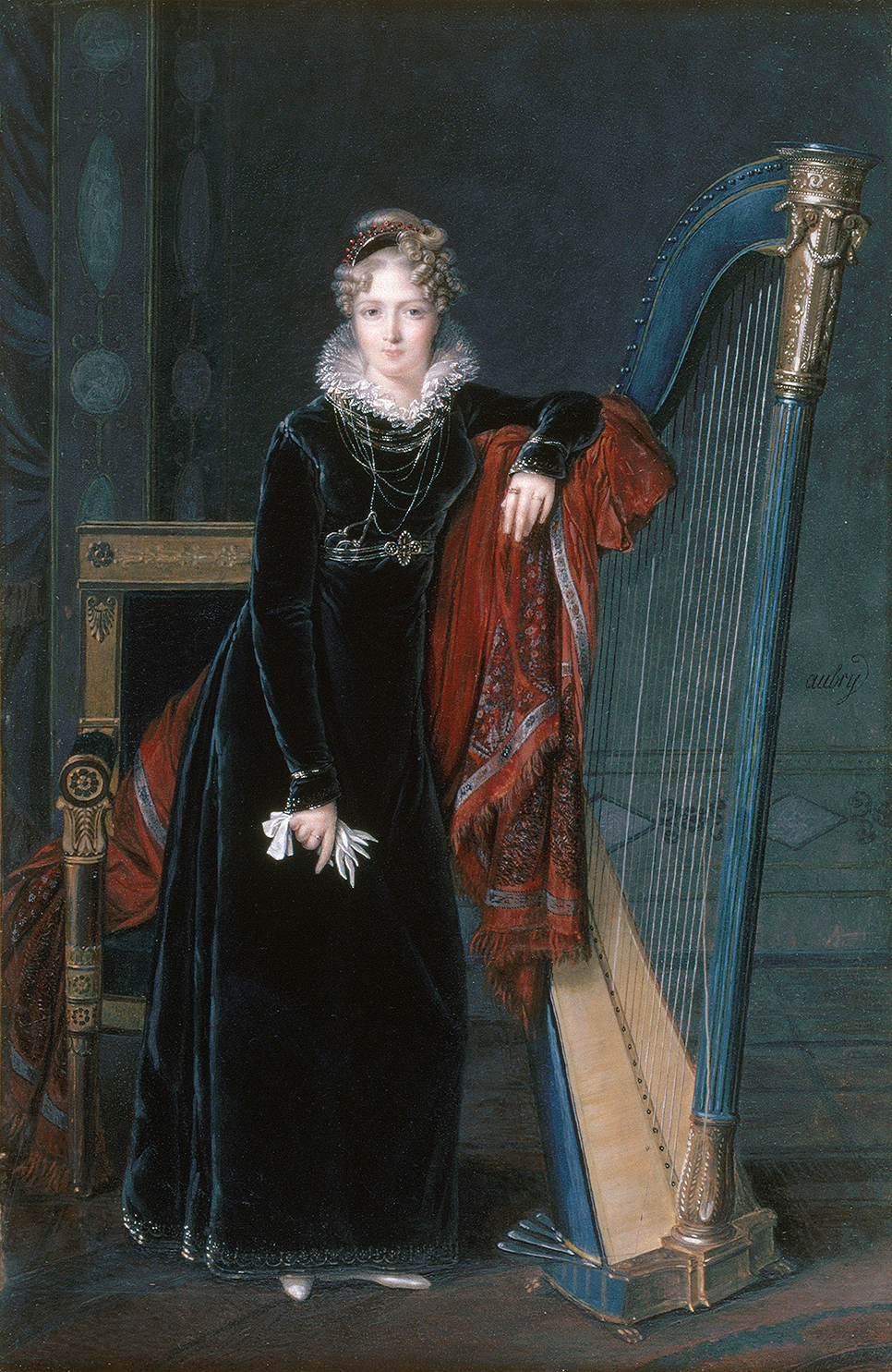
Portrait de la baronne de Benoist en pied à côté d’une harpe, miniature sur ivoire par Aubry.

- Portrait d’une femme en cheveux et feuille de musique.
- Portrait présumé de Mademoiselle Marie-Rose Maistre.
- Portrait d’un homme, vêtu d’un costume de van Dyck.
- Portrait d’un homme dans un manteau noir sur fond brun, 1825.
- Portrait de jeune femme en robe de voile blanc, écharpe jaune et coiffée de boucles.
- Jeune dame de la cour, en robe de soie bordée d’or, broches de perles et de rubis fixé au corsage et aux épaules, ruche en dentelle.
- Le Couronnement, 1823.
- Portrait de jeune fille en robe de voile blanc à haute taille ceinturée de bleu, en buste vers la gauche, presque de face et coiffée de boucles, 1815.
- Jérôme Bonaparte (1784-1860), roi de Westphalie, en uniforme blanc-bleu canalisé d’infanterie de Westphalie, avec revers brodés, 1807-1813.
- Portrait de l’Impératrice Joséphine en robe bleue, 1800-1825.
- Portrait de femme en vestale.
- Portrait de Geneviève Adélaïde Le Picquier, 1815-1838.
- Portrait d’une mère tenant son enfant dans ses bras, 1805.
- Portrait d’une dame inconnue, en buste.
- Jeune femme de qualité à l’éventail.
- Madame de La Roque, mère de la Mère Sainte Marie du Carmel, en buste de face.
- Jeune femme en veste de velours marron avec boutons et grenouilles, collier de dentelle en velours raide, cheveux noirs en boucles.
- Jérôme Bonaparte, roi de Westphalie, 1807-1813.
- Portrait de femme en vestale.
- Homme en costume bleu (+ Mme H. Hennecart, en robe bleue, col blanc gaufré, châle de cachemire).
- Portrait de femme à la robe bleue, écharpe cachemire et coiffe de dentelle piquée de roses et myosotis.
- Portrait d’homme, 1826.
- Portrait d’une dame en robe noire avec col en dentelle blanche, debout à côté d’une harpe.
- Louis Bonaparte, roi de Hollande, en uniforme vert de général, 1806.
- Portrait de Joseph Bonaparte en costume de cour et cape or vers la droite, 1804.
- Merlin de Douai.
- Portrait du comte de Chastellux, en veste bleue et cravate blanche.
- Jeune femme en robe blanche bordée de dentelle, aux cheveux noirs dépeignés.
- Jérôme Bonaparte, roi de Westphalie, en uniforme d’infanterie de Westphalie, manteau blanc avec parements noirs brodés d’or, épaulettes en or, ruban rouge et insigne, cheveux et pattes noirs.
- Jérôme Bonaparte, roi de Westphalie, vêtu d’un manteau blanc avec une coupe noire et dorée de l’infanterie westphalienne et ruban rouge, étoile et insigne du grand aigle de la légion d’honneur.
- Jeune monsieur en manteau noir décoré d’un ruban rouge sur le revers gauche, gilet blanc et chemise à cols hauts, cravate noire.
- Merlin de Douai, 1830.
- Jeune dignitaire, manteau noir, gilet blanc et cravate nouée, étoile à la poitrine et voile rouge de l’Ordre Royal de Wurtemberg de l’Aigle d’Or, 1810.
- Gentilhomme vêtu d’un manteau gris, gilet blanc, chemise plissée tenue avec une épingle en forme de bouclier et cravate attachée, 1798.
- Jeune femme en robe de velours noir avec collier de dentelle haute, monocle suspendu à chaine drapée autour du corsage, cheveux noirs bouclés.
- Portrait d’homme.
- Portrait d’une jeune femme dans un parc présentée de trois-quarts, portant une robe de soie blanche à large décolleté découvrant un sein, et coiffée à la conseilleur, 1775-1799.
- L’Arrestation de Camille Desmoulins.
- Jeune homme en redingote bleue, gilet et cravate blancs, coiffés de mèches, 1827-1827.
- Jolie jeune femme.
- Dame aux cheveux noirs en robe blanche ruchée et châle rouge, 1810-1810.
- Portrait de la baronne de Benoist , v. 1810.
- Signor Rivio aux cheveux noirs et moustaches, en manteau noir et jabot blanc, 1830-1830.
- Museo Mario Praz (ou Casa Museo Mario Praz) à Rome : Ritratto di signora con un libro presso una tavola con un cestino da lavoro – Portrait d’une dame avec un livre près d’une table avec une petite boîte à ouvrage, vers 1810. Huile sur toile, cm. 115,5 x 89,7.